# 蒂纳哈斯 (奇里基省)
蒂纳哈斯是巴拿马奇里基省多莱加区的一个城市。 该市面积为29.4平方（11.4平方英里），2010年时人口为1,530，故其人口密度为52名居民每平方（130名居民每平方英里）。 1990年时人口为1,084，2000年时人口为1,237。